# Kellie Castle

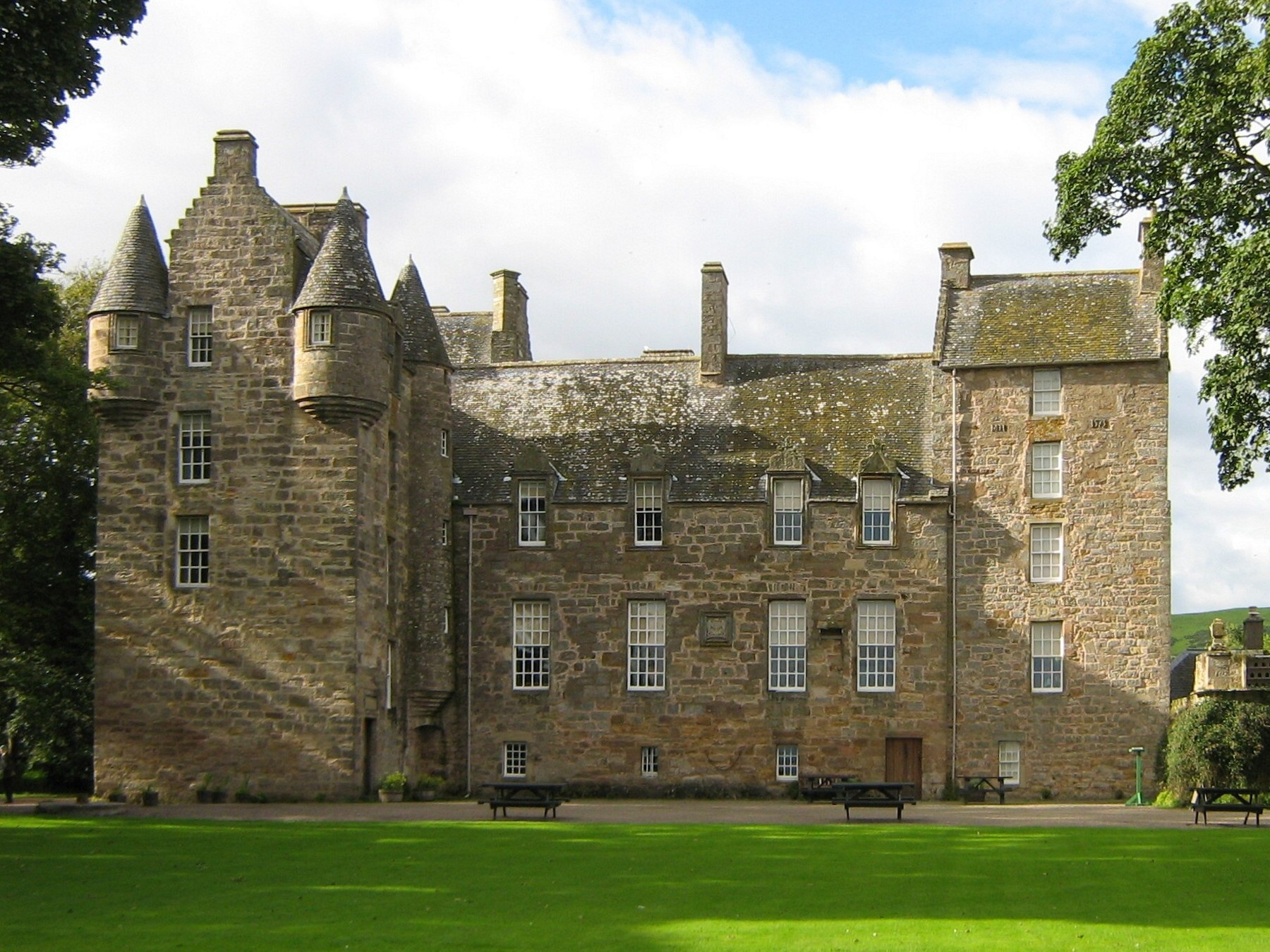
Die Rückseite von Kellie Castle

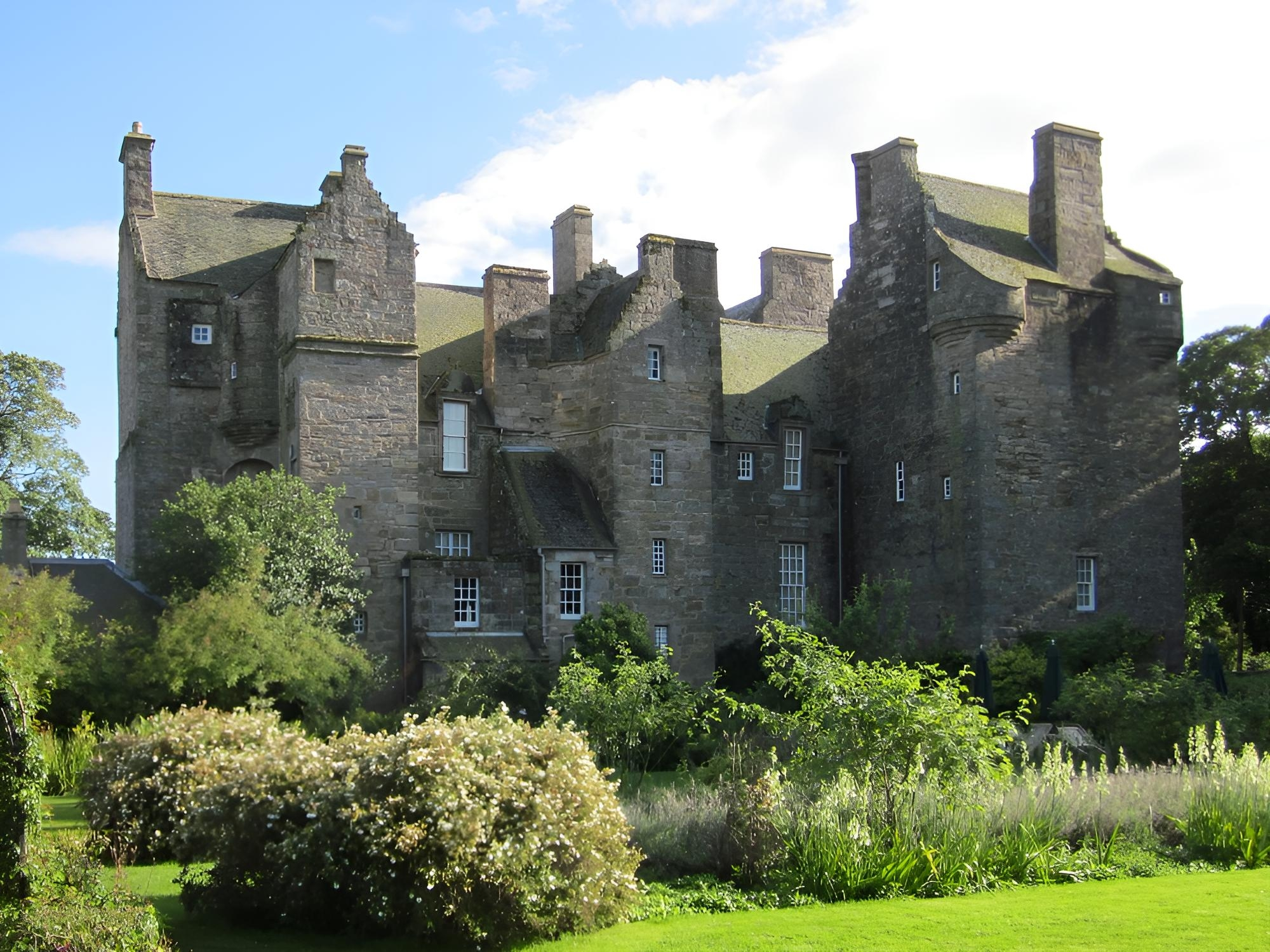
Kellie Castle mit Garten

Kellie Castle ist eine Burg bzw. ein Schloss bei Arncroach, etwa fünf Kilometer nördlich von Pittenweem im East Neuk in Fife in Schottland.

## Geschichte
Um 1150 wird Kellie in einem Schriftstück im Zusammenhang mit David I. von Schottland erstmals erwähnt. Robert von London wird später als erster Besitzer genannt, er soll ein unehelicher Sohn von William I. von Schottland gewesen sein. Nach 1266 war die Familie Siward Besitzer des Anwesens. Ein bekanntes Mitglied der Familie war Walter Oliphant. Der untere Teil des Nordwestturms ist der älteste Teil der Burg und stammt aus der Zeit um 1360, in diesem Turm soll ein Geist umgehen. Laurence Oliphant, 4. Lord Oliphant ließ 1573 im Osten einen neuen Turm errichten. Zwischen 1573 und 1606 wurden die beiden Türme durch einen Längsbau verbunden.  Bis 1613 blieb es im Besitz der Familie, als es von Thomas Erskine, 1. Viscount Fentoun (er hatte das Leben von König James VI. gerettet) übernommen wurde. Der König besuchte Kellie 1617 nach der Vereinigung der Kronen und er erhob 1619 Thomas Erskine zum Earl of Kellie. Es wird angenommen, dass damals die Bibliothek im Ostturm mit Stuck im London Stil ausgeziert wurde.

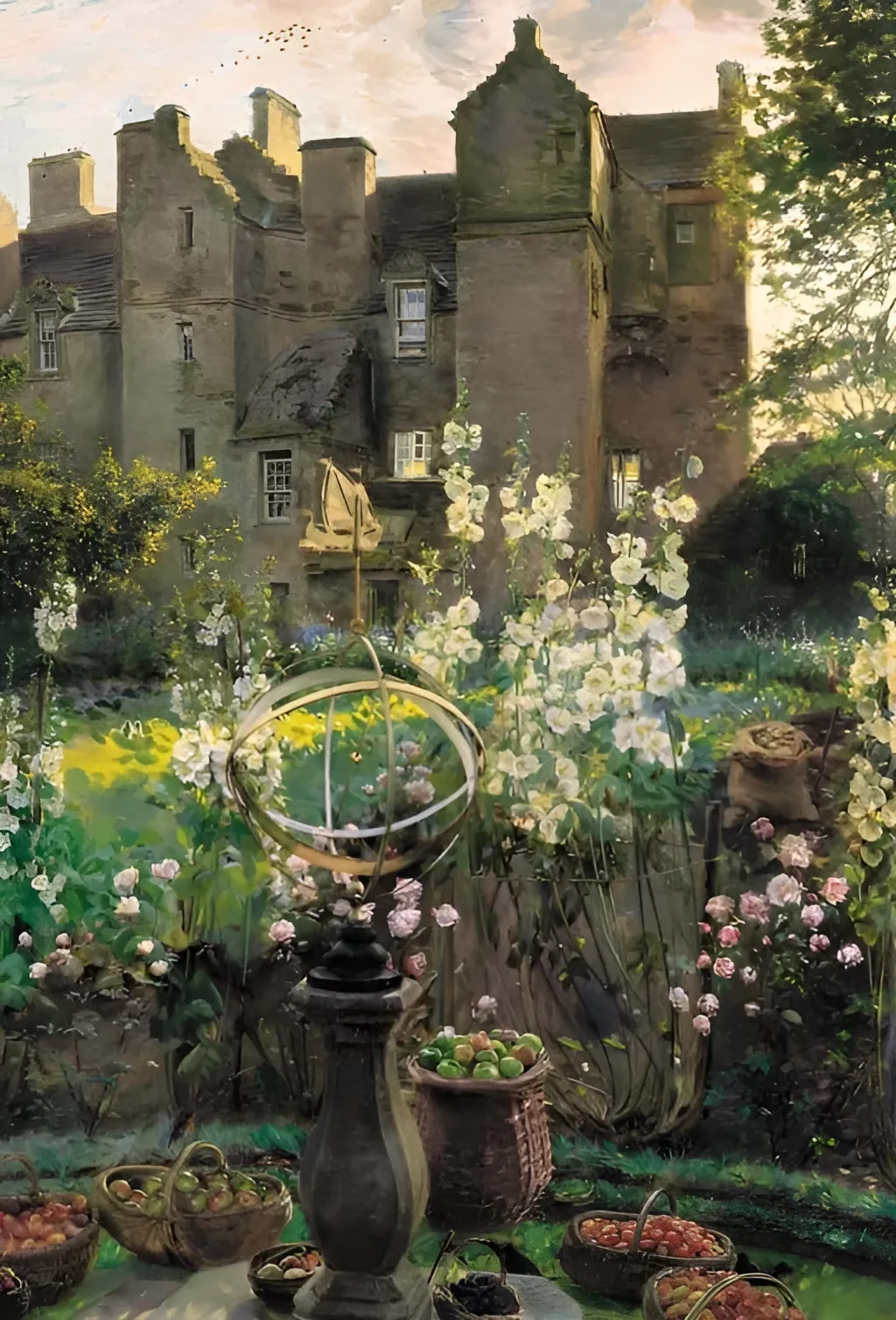
John Henry Lorimer: Kellie Castle garden

Im Jahre 1878 vermietete der Besitzer, Walter Erskine, 11. Earl of Mar, 13. Earl of Kellie (1839–1888) das längere Zeit unbewohnte Anwesen an den Juristen James Lorimer. Die Familie Lorimer wollte es als Urlaubsort nutzen und renovierte es fortlaufend, so dass es letztlich zum Familiensitz wurde. Robert Lorimer war maßgeblich für einen Großteil der Restaurierungsarbeiten und die Wiederherstellung der Stuckdecken, der Malereien und der Möbel verantwortlich. Sein Bruder war der Kunstmaler John Henry Lorimer, der zahlreiche Gemälde von Kellie Castle anfertigte, darunter auch Szenen des Familienlebens. Nach seinem Tod im Jahre 1936 wurde das Mietverhältnis aufgehoben. Im Jahre 1936 konnte sein Sohn, der Bildhauer Hew Lorimer und seine Frau Mary den Mietvertrag erneuern. Hew Lorimer und Mary kauften das Anwesen im Jahre 1948 und es blieb in ihrem Besitz bis 1970, als es an den National Trust for Scotland verkauft wurde. Hew Lorimer lebte noch bis 1990 im Ostturm.
Das Schloss und die Gärten sind heute für die Öffentlichkeit zugänglich, und es gibt eine ständige Ausstellung der Werke von Hew Lorimer im Atelier in den ehemaligen Stallungen. 2019 wurde Kellie Castle von rund 19.000 Personen besucht. 2024 betrug die Besucherzahl etwa 20.000 Personen.

## Legenden
Neben den Geistererscheinung im Nordwestturm soll der 5. Earl of Kellie sich nach der Schlacht von Culloden im Jahre 1746 in einem ausgebrannten Baumstumpf auf dem Gelände des Schlosses für einen ganzen Sommer versteckt gehalten haben.